# 南宮遠
南宮遠（1934年8月1日—2024年2月5日），韓國男演員。
1959年，參演申相玉執導的電影《獨立協會與青年李承晚》而出道。早於1964年邵氏電影《妲己》飾演姬發一角。生涯演出電影超過250部，曾在1973年和1981年獲得大鐘獎男主角獎。近年作品有2011年SBS連續劇《女人的香氣》。

## 演出作品

### 電影
- 1959年：《獨立協會與青年李承晚》
- 1960年：《愛的故事》
- 1961年：《燕山郡》
- 1962年：《風與劍》
- 1963年：《大米》
- 1964年：《妲己》
- 1964年：《紅巾特攻隊》
- 1965年：《我也要戀愛》
- 1965年：《爸爸回來了》
- 1966年：《永登浦之夜》
- 1966年：《間諜行動》
- 1967年：《風雲劍客》
- 1967年：《黃昏的劍客》
- 1967年：《觀世音》
- 1967年：《艷諜神龍》
- 1968年：《太監》
- 1968年：《國際金塊間諜戰》
- 1968年：《歌女白蘭花》
- 1969年：《太子岩》
- 1970年：《白薔薇的悲哀》
- 1970年：《春夏秋冬》
- 1971年：《兩個女兒》
- 1972年：《必死之劍》
- 1973年：《狼》
- 1974年：《同居者》
- 1974年：《太陽在晚間升起》
- 1975年：《欲望》
- 1976年：《油井》
- 1977年：《彩虹，我的心》
- 1978年：《窗燈關掉了》
- 1979年：《第二道彩虹》
- 1980年：《野獸少女》
- 1981年：《已婚女人》
- 1982年：《被遺棄的青春》
- 1982年：《草莓》
- 1983年：《太陽也哭泣》
- 1983年：《十九歲之秋》
- 1984年：《長子》
- 1985年：《大小姐與尉官》
- 1986年：《三色緋聞》
- 1987年：《望草》
- 1987年：《圖畫》
- 1988年：《與她的最後一次舞》
- 1989年：《灰色城市2》
- 1990年：《白色的下雨天》
- 1991年：《首都的眼淚》
- 1992年：《心急的狗不睡覺》
- 1993年：《英雄的翅膀》
- 1994年：《爸爸是保镖》
- 1995年：《秘密》
- 1998年：《吹口哨的女人》

### 電視劇
- 2011年：SBS《女人的香氣》